# Günter Freundl
Günter Freundl (* 30. Mai 1938 in Illertissen; † 29. Juni 2019) war ein deutscher Gynäkologe.

## Ausbildung
Freundl studierte von 1959 bis 1965 an den Universitäten Würzburg, Bonn und Innsbruck. Die Promotion erfolgte an der Universität Würzburg zum Thema Das Verhalten von Sulfhydrylgruppen in Gehirnproteinen bei elektrischer Reizung.

## Berufliche und private Tätigkeit
Von 1973 bis 1977 war Freundl in der Auslandsarbeit mit dem Deutschen Kirchlichen Entwicklungsdienst am Missionsärztlichen Institut Würzburg in Jos/Nigeria als Senior Medical Officer des Jos Maternity Hospital tätig. Von 1977 bis 1982 arbeitete er an der Universitätsfrauenklinik Düsseldorf. 1981 habilitierte er sich   zu Spermatozoen-Zervikalschleim-Interaktionen und wurde Oberarzt. 1982 erfolgte die Berufung zum Leiter der Frauenklinik des Städt. Krankenhauses Düsseldorf-Benrath. 1986 wurde er Professor für Frauenheilkunde und Geburtshilfe an der Universität Düsseldorf. Von 1998 bis 2003 war er ärztlicher Direktor des Städt. Krankenhauses Düsseldorf-Benrath.
Am 30. September 2003 erfolgte die altersbedingte Pensionierung.

## Schriften
- Das Verhalten von Sulfhydrylgruppen in Gehirnproteinen bei elektrischer Reizung. 1965, 6 Seiten.
- Klinische und experimentelle Untersuchungen zur Interaktion von Spermatozoen und Zervikalschleim. 1980, 5 Seiten
- mit Jürgen Tigges: Gynäkologische Endokrinologie für die Praxis, 1995, ISBN 3-334-60975-8
- mit Christian Gnoth, Petra Frank-Herrmann: Kinderwunsch: Natürliche Familienplanung, 2001, ISBN 3-7742-6270-5.
- mit Elisabeth Raith-Paula, Petra Frank-Herrmann, Thomas Strowitzki: Natürliche Familienplanung heute: Modernes Zykluswissen für Beratung und Anwendung, 5. Aufl. 2013, ISBN 3-642-29783-8.